# 水野勝愛
水野 勝愛（みずの かつざね）は、下総結城藩の第7代藩主。水野宗家12代。

## 生涯
安永9年（1780年）8月26日、のちの第6代藩主水野勝剛の長男として生まれる。父が水野家の養子になる前、岡藩主・中川久貞の庶子・中川久徴であった時代に、江戸八丁堀の岡藩藩邸で生まれている。父が水野家の養子になったことから、連れ子として結城藩に移った。
寛政9年（1797年）7月21日に世子となる。寛政11年（1799年）12月18日、従五位下・下野守に叙位・任官する。寛政12年（1800年）閏4月9日、父の隠居にともない家督を継いだ。閏4月25日に日向守に遷任する。
その後は田安門番、竹橋門番、馬場先門番、一橋門番など諸役を歴任する。天保6年（1835年）5月21日、病気を理由に四男の勝進に家督を譲って隠居する。6月5日に摂津守に遷任する。天保8年（1837年）12月12日、江戸赤坂の藩邸で死去した。享年58。

## 系譜
父母
- 水野勝剛（父）
- 久保氏 ー 側室（母）

正室
- 蔵 ー 青山幸完の娘

側室
- 河内氏
- 浅野氏
- 橋本氏

子女
- 水野勝周（長男）生母は蔵（正室）
- 水野勝進
- 水野勝彬（五男）生母は浅野氏（側室）
- 松平信篤室、生母は蔵（正室）
- 水野勝充室、生母は蔵（正室）